# Heinrich Milz
Heinrich Milz (* 12. Februar 1830 in Trier; † 27. Mai 1909 in Bonn; vollständiger Name: Karl Johann Heinrich Milz) war ein deutscher Gymnasialprofessor und Direktor des Marzellengymnasiums in Köln.

## Leben
Heinrich Milz wurde als sechstes von acht Kindern der Eheleute Martin Joseph Milz (1784–1852) und Maria Josepha Christine Franziska Pasmann (1798–1874) geboren, von denen zwei im Kindesalter verstarben. Er heiratete am 9. Juni 1862 Mathilde Creutz. Aus der Ehe ging am 1. November 1863 die gemeinsame Tochter Maria Josefine hervor.
Nach seiner Gymnasialzeit begann er 1849 das Studium der Philosophie und Theologie am Priesterseminar Trier, um dieses durch ein Nervenleiden bedingt abzubrechen und ab Ostern 1852 an der Universität Bonn Geschichte und Philosophie zu studieren. Nach der bestandenen Lehramtsprüfung im Jahre 1855 und Promotion zum Dr. phil. war er während der Ableistung des Probejahres als wissenschaftlicher Hilfslehrer in Deutsch Krone und danach vom Herbst 1856 bis 1858 als kommissarischer Lehrer am  Marzellengymnasium in Köln tätig.
Nach der Festanstellung am 1. Januar 1859 am Königlichen Gymnasium zu Aachen folgte 1874 die Beförderung zum Oberlehrer und am 29. November die Ernennung zum Gymnasialprofessor, um anschließend bis zu seiner Pensionierung als Direktor, vom (15. April 1884–1. April 1901), das Marzellengymnasium in Köln zu leiten.

## Veröffentlichungen
- Die Kaiserstadt Aachen unter französischer Herrschaft. 1. Teil: Die Zeit vom 16. Dezember 1792 bis 2. März 1793, Aachen 1871, Seiten 12–26
- Die Kaiserstadt Aachen unter französischer Herrschaft. 2. Teil, Aachen 1872, 42 Seiten
- Bericht über die Einführung des Direktors. Köln 1885, Seiten 3–10 (Digitalisat)
- Antrittsrede des Direktors. Köln 1885, Seiten 6–10
- Geschichte des Gymnasiums an Marzellen zu Köln. 1. Teil: Die Zeit von 1450–1630. Köln 1886, 21 Seiten (Digitalisat)
- Geschichte des Gymnasiums an Marzellen zu Köln. 2. Teil: Die Zeit von 1630–1794. (Machthöhe und Sturz des Jesuiten-Ordens), Köln 1888, 26  Seiten (Digitalisat)
- Geschichte des Gymnasiums an Marzellen zu Köln. 3. Teil: Die Zeit von 1794–1865. (Die Zeit der französischen und 50 Jahre der preußischen Herrschaft.) Köln 1889, 34 Seiten (Digitalisat)
- Entwicklung der Anstalt in dem ersten Jahrzehnt der preußischen Aera. Köln 1901, Seiten 5–31 (Digitalisat)